# الماس‌ها (فیلم ۱۹۷۵)
«الماس‌ها» (انگلیسی: Diamonds) یک فیلم ۱۲۰ دقیقه‌ای در سبک سرقت به کارگردانی مناهم گولان است که محصول سال ۱۹۷۵ کشور ایالات متحده آمریکا است. از بازیگران آن می‌توان به رابرت شاو، ریچارد راوندتری، باربارا هرشی، و شلی وینترز اشاره کرد.